# قلج أرسلان الأول
قلج أرسلان دواد بن سُليمان (بالأناضولية العتيقة: قِلِج اَرسلان ؛ (بالفارسية: قلج ارسلان) ؛ بالتركية: I. Kılıç Arslan أو Kılıcarslan ، ويعني "سيف الأسد") وهو سُلطان سلجوقي من سلاجقة الروم حكم ما بين 1092 وحتى وفاته في سنة 1107. وقد قاد السلطنة خلال الحملة الصليبية الأولى وبذلك واجه وطأة الحملة في آسيا الصغرى. وقد أعاد تأسيس دولة سلاجقة الروم بعد وفاة جلال الدولة ملك شاه سلطان السلاجقة. كما هزم الصليبيين في ثلاث معارك خلال الحملة الصليبية في سنة 1101 والتي بدأت بعد نجاح الحملة الأولى.
ظهر السُلطان قلج أرسلان بِمظهر بطل الإسلام، وبلغت شُهرته كافَّة أرجاء ديار المُسلمين، وتطلَّع إليه المُسلمون آملين أن يقود حركة الجهاد ضدَّ الصليبيين، الأمر الذي زاده افتخارًا، وأثارت شعبيَّة قلج أرسلان وانتصاراته على الصليبيين، ثُمَّ سيطرته على ملطية وإعلان نفسه سُلطانًا، أهالي ميافارقين الذين رغبوا بِالدُخُول تحت جناح سلاجقة الروم، فقرَّروا تسليم مدينتهم لِلسُلطان الجديد، وحضر إليه جميع أُمراء ديار بكر وبايعوه مُعترفين بِسُلطته.
بعد وفاة والده سليمان بن قتلمش أسر قلج أرسلان عند السلطان جلال الدولة ملك شاه. وما لبث أن أطلق سراحه بعد وفاة جلال الدولة سنة 1092. ليصبح قائد قبيلة يفا الغز مزيحاً قائدها السابق المعين أمين الغزي المعين من قبل ملك شاه متخذاً نيقية عاصمة له. نجح غازي بن دنشماند في أسر بوهيموند مما أدى إلى توجه قوة من اللمبورديين لمحاولة إنقاذه وفي مسيرتهم استولوا على أنقرة. وتحالف أرسلان مع رضوان أتابك حلب ونصب كمين للصليبيين ونجح في هزيمتهم في معركة مرسيفان. وكان هذا انتصارا هاما بالنسبة للسلاجقة، حيث أثبتت أن جيش الفرسان الصليبيين يمكن هزيمته. هذا النصر انتقل إلى قونية عاصمته وهزم قوة بقيادة وليام الثاني من نيفير الذين حاول الاستيلاء عليها. وكذلك نجح في هزيمة قوة لاحقة بعد ذلك بأسبوع.
في 1104 استأنف حربه من جديد ضد الدانشمنديون والذين ضعفوا بعد وفاة الملك غازي، وكان قلج يطالب بنصف الفدية المكتسبة من أسر بوهيموند. ونتيجة لذلك تحالف الدانشمنديون مع بوهيموند ضد سلاجقة الروم والبيزنطيين. بعد الحروب الصليبية انتقل قلج نحو الشرق إلى حران وديار بكر. حاول سنة 1107 غزو الموصل، ولكنه هزم من قبل محمد بن ملكشاه سلطان السلاجقة العظمى بدعم من الأرتقيين ورضوان بن تتش والي حلب في معركة نهر الخابور. وتوفي قلج بعد الهزيمة وهو يحاول عبور النهر

## الوصول إلى السلطة
ترتَّب على مقتل سُليمان بن قُتلُمُش حرمان آسيا الصُغرى من رجُلٍ قويٍّ يتزعَّم السلاجقة ممَّا جعل البلاد في حال فوضى واضطرابٍ وانقسام. فعندما شاع خبر الوفاة استغلَّ حُكَّام وأُمراء المُدُن والأطراف ذلك واستقلُّوا بِإقطاعاتهم، ونشأ نزاعٌ بين الأُمراء السلاجقة بِسبب التنافس على العرش الشاغر. ظهر ملكشاه في هذا الجو المُضطرب بِمظهر المُوحِّد لِلأُسر السَلْجُوقيَّة، لِأنَّهُ كان يعُدُّ نفسه سُلطانًا على كُل السلاجقة بِمُختلف فُرُوعهم في الشرق والغرب، (3) فرتَّب شُؤون حلب وأنطاكية والرُّها والأناضول، فمنح حلب لِحاجبه قسيم الدولة آق سنقر التُركُماني مُؤسس السُلالة الزنكيَّة،  وعيَّن أحد قادته وهو مُؤيِّد الدين ياغي سيان التُركي أميرًا على أنطاكية بعد أن تسلَّمها من الحسن بن طاهر وزير سُليمان، ومنح الرُّها لِقائدٍ تُركيٍّ آخر هو «بوزان»، وعيَّن الأمير «برسق» حاكمًا على أملاك السلاجقة في آسيا الصُغرى. ثُمَّ عاد إلى عاصمة مُلكه أصفهان مُصطحبًا معه وليُّ عهد سُليمان قلج أرسلان داود، وكان آنذاك في الحادية عشرة من عُمره. وظلَّ هذا الأخير شبه أسير في العاصمة السَلْجُوقيَّة حتَّى سنة 485هـ المُوافقة لِسنة 1092م عندما أخلى سبيله السُلطان بركياروق بن ملكشاه الذي خلف والده بعد وفاته. وخلال فترة الأعوام الستة التي شَغَر خلالها عرش سلاجقة الروم تنازعت في الأناضول عدَّة قوى لِتُوسِّع من نطاق نُفُوذها، هي: الروم أصحاب البلاد الأصليين والطامعين في استرداد مُلكهم المفقود، والأُمراء الدانشمنديون الطامعون في تثبيت مُمتلكاتهم والتوسُّع على حساب جيرانهم، والأُمراء التُرك في المنطقة. ولم يتمكَّن الروم من استرداد أيِّ مدينةٍ من المُسلمين باستثناء سيزيكوس، ويُمكن القول بِأنَّ الحُدُود البيزنطيَّة آنذاك لم تكن تتجاوز خلقدونية ونيقوميدية والساحل الغربي لِآسيا الصُغرى، بِالإضافة لِبعض المُدُن المعزولة على ساحل بحر البنطس (الأسود) مثل سينوپ وطرابزون. وتوسَّع الدانشمنديُّون بِاتجاه الغرب، واستقرُّوا في سيواس وقيصريَّة وبعد مُدُن البنطس. واستغلَّ الأمير غازي بن الدانشمند الفراغ السياسي لدى السلاجقة، فاستقلَّ بما تحت حُكمه، كما استولى على مدينة قسطموني من البيزنطيين.

## الحروب الصليبية

الأناضول قبل حصار نيقية 1097

### حملة الفقراء الصليبية
وصلت حملة الفقراء الصليبية بقيادة بطرس الناسك ووالتر آفوير إلى نيقية في سنة 1096 وبسهولة استطاعت جيوش قلج أرسلان الانتصار على هذه الجيوش الغير النظامية وقتل حوالي 30000 من الصليبيين والبقية بيعوا كعبيد وبعد ذلك توجه إلى غزو الدانشمنديون.
لم تكد تمضي بضع سنوات على عودة قلج أرسلان داود بن سُليمان وتربُّعه على عرش أبيه في نيقية حتَّى وصلت طلائع الصليبيين إلى القُسطنطينيَّة، وكان ذلك سنة 489هـ المُوافقة لِسنة 1096م إذ كان الإمبراطور البيزنطي ألكسيوس كومنين قد استنجد بِالبابا أوربان الثاني ومُلُوك وأُمراء الغرب الأوروپي لِمُعاونته على طرد المُسلمين من آسيا الصُغرى بعد أن انهارت القُدرة العسكريَّة لِلإمبراطوريَّة بُعيد واقعة ملاذكرد الفاصلة. وكان لِلبابويَّة والغرب بِعامَّةً أسبابهم العديدة التي تجعلهم يستجيبون لِنداء الاستغاثة الآتي من الشرق، وتمحورت تلك الأسباب حول جُملةٍ من الأزمات التي ابتُليت بها بلادُ أوروپَّا حينذاك منها ما هو ديني واقتصادي واجتماعي وسياسي، لِذلك ما إن جاءت دعوة الإمبراطور حتَّى وجدت فيها أوروپَّا وسيلةً لِلتنفيس عن الصعاب التي تمرُّ بها، فنهضت الجُمُوع على الفور وبدأت الزحف شرقًا. وكانت أولى تلك الجُمُوع هي حملةٌ شعبيَّةٌ قوامها الرَعاع وعوام الناس، واشتهرت في التاريخ باسم «حملة الفُقراء الصليبيَّة»، وقد اتصفت مُنذُ بدايتها بِعدم التنظيم والتجانس، وبِعدم وُجُود قيادةٍ مُوحَّدةٍ لها، فما إن عبر أفرادها مضيق البوسفور نحو آسيا الصُغرى حتَّى أخذت جُمُوع الألمان والنورمان والفرنجة تتسابق وتتنافس في شن الغارات على المناطق الزراعيَّة، فسلبوا وقتلوا سُكَّان القُرى دون تفرقة بين المُسلمين والنصارى، واقتربوا من مدينة نيقية، ولم يستجيبوا لِنصيحة الإمبراطور البيزنطي بِعدم استفزاز المُسلمين لِحين وُصُول الحملة النظاميَّة المُكوَّنة من الأُمراء والنُبلاء الآتية في إثرهم. أثارت تعديات الصليبيين حفيظة قلج أرسلان، فأرسل أحد قادته المدعو «إيلخانوس» على رأس جيشٍ كبيرٍ لِقتال الغُزاة، فتمكَّن هذا من الظفر بِقسمٍ من الصليبيين في حصنٍ يُعرف عند الروم بِـ«إكسيريگوردوس» (باليونانية: Ξερίγορδος)‏، كانوا قد استولوا عليه واتخذوه قاعدة انطلاقٍ لِلإغارة على الأراضي الزراعيَّة المُجاورة،  فحاصرهم حتَّى استسلموا ما دفع البقيَّة البالغ عددهم نحو عشرين ألفًا،  إلى المُطالبة بِأخذ الثأر لِإخوانهم، وما إن اقتربت هذه الجُمُوع من رافد نهر دراكون، حتَّى تلقَّفهم المُسلمون وأبادوهم، ولم ينجُ منهم سوى ثلاثة آلاف، عمل الإمبراطور البيزنطي على نقلهم إلى القُسطنطينيَّة. غادر قلج أرسلان عاصمته نيقية -بعد انتصاره على حُشُود الصليبيين- إلى ملطية لِيُنازع الدانشمنديين مُلكيَّتها دون تقديرٍ لِجديَّة الحملات الصليبيَّة، إذ لم يهتم بأنباء وُصُول مجموعةٍ صليبيَّةٍ جديدةٍ إلى العاصمة البيزنطيَّة، وظنَّ أنَّ الأمر لا يعدو كونه وُصُول بعض جُمُوعٍ أُخرى من العامَّة غير المُدرَّبين الذين يقضى عليهم بِسُهُولةٍ تامَّة، ولم يُدرك ما يتهدَّده من أخطارٍ من جهة الغرب.

### الحملة الصليبية الأولى
بسبب الانتصار السهل في حملة الفقراء، لم يأخذ قلج أرسلان الحملة الأولى والتي كانت بقيادة العديد من نبلاء أوروبا بعين الاعتبار، فتابع حربه مع الدانشمنديون وكان بعيداً عن عاصمته نيقية عندما وصلت الحملة وبدأت بحصار نيقية سنة 1097. ليسارع قلج عائداً إلى نيقية ليجد عاصمته محاصرة، وخاض معركة ضد الصليبين وهزم في 21 مايو وبعد هذه الهزيمة استسلمت المدينة للبيزنطيين واقتديت زوجته وأولاده إلى القسطنطينية. لكن قلج نجح بإعادة زوجته وأولاده بسبب العلاقات الجيدة مع الإمبراطور أليكسيوس الأول كومنينوس.
جرى تحالف بين السلاجقة والدانشمنديون نتيجة لهذا الغزو، وتابع الصليبيون تقسيم قواتهم وهم يسيرون في الأناضول. وخطط السلاجقة والدانشمنديون إلى كمين ينصب للصليبيين بالقرب من ضورليم في 29 يونيو، لكن الفرسان الرماة التابعين لقلج أرسلان لم يستطيعوا اختراق خطوط دفاع الصليبيين، ونجح الجسم الرئيسي للحملة بقيادة بوهيموند الأول من احتلال معسكر السلاجقة في 1 يوليو مما أدى إلى تراجع قلج أرسلان. ولكن، بعد ذلك، ألحقت خسائر فادحة بالجيش الصليبي مع تكتيكات حروب العصابات وتكتيكات الكر والفر. كما دمرت المحاصيل وإمدادات المياه على طول طريقهم.

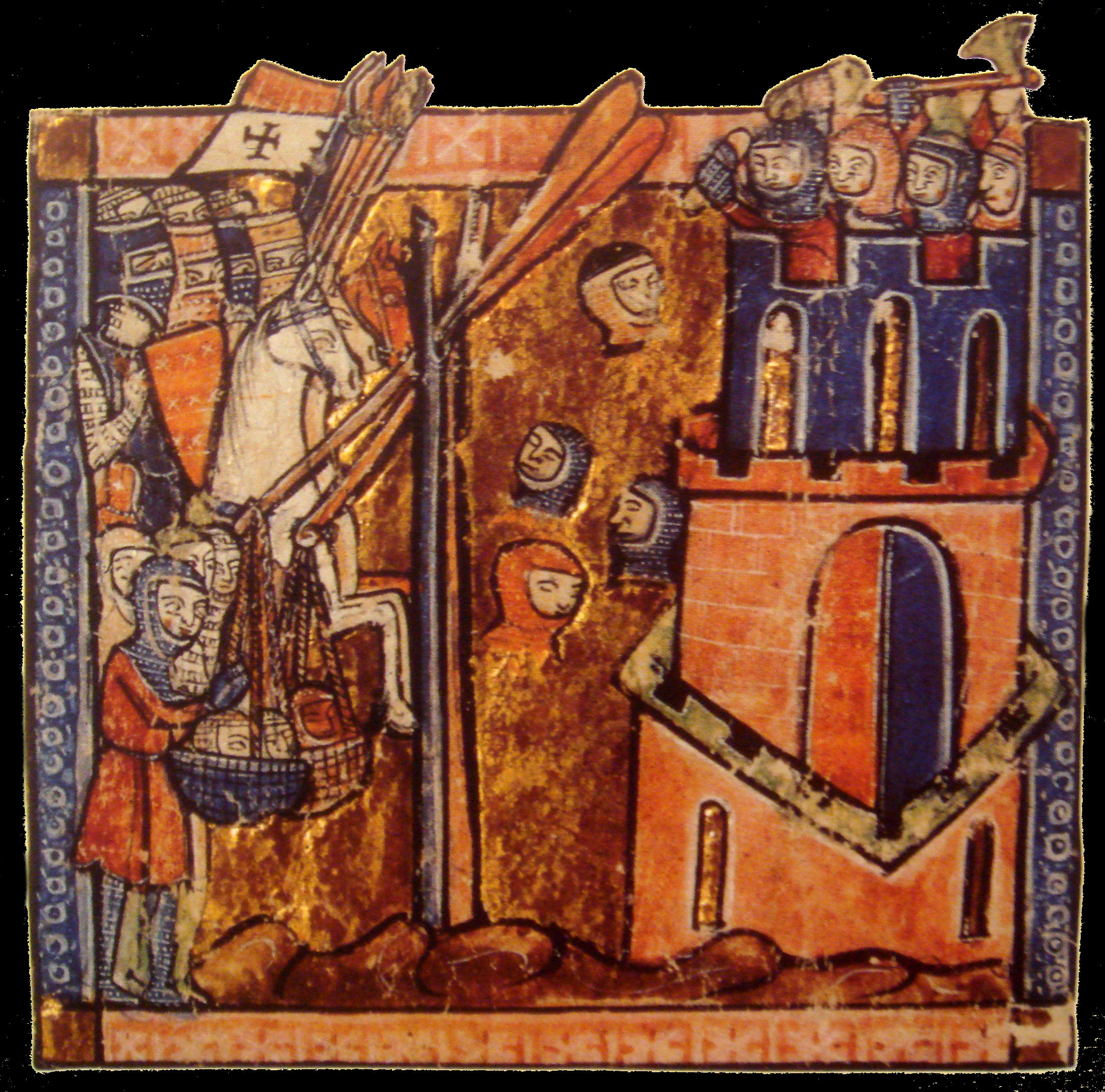
الصليبيُّون يقذفون رؤوس أسارى المُسلمين إلى داخل نيقية.

خلال تلك الفترة أخذ قادة حملة الأُمراء أو النُبلاء -المشهورة في التاريخ بـ«الحملة الصليبيَّة الأولى»- يتجمَّعون رويدًا عند أسوار القُسطنطينيَّة بدايةً من شهر تشرين الثاني (نوڤمبر) 1096م، واكتمل عددهم تمامًا بِحُلُول شهر نيسان (أبريل) 1097م، ويُقدَّر بأنَّ أعداد جُنُودهم تراوحت ما بين 30,000 و35,000 من خيَّالةٍ ورجَّالة. ولم يجد ألكسيوس كومنين صُعُوبةً في التعرُّف على نفسيَّات هؤلاء الغربيين، وتمكَّن بِسياسته وحنكته من استغلال فكرة اليمين الإقطاعي المعروفة في المُجتمع الأوروپي الغربي لِتثبيت حُقُوقه على كثيرٍ من الأراضي التي ستُنتزع من أيدي المُسلمين، فاشترط عليهم مُقابل مُساعدتهم أن يبذلوا لهُ يمين الولاء والتبعيَّة كإمبراطور، وأن تُعطى لهُ كُل البلاد التي تُؤخذ من المُسلمين إذا كانت تابعة لِلإمبراطوريَّة البيزنطيَّة من قبل. قَبِل القادة الصليبيُّون بعد مُفاوضاتٍ مُضنيةٍ هذه الشُرُوط، وبعد أداء القسم سمح لهم الإمبراطور بِالعُبُور إلى الأناضول، بعد أن وعظهم ونصحهم بكيفيَّة التعامل مع السلاجقة. اندفعت الجُيُوش الصليبيَّة بعد العُبُور باتجاه نيقية لِلاستيلاء عليها نظرًا لِموقعها الجُغرافي، إذ لو بقيت بِأيدي المُسلمين لشكَّل ذلك خطرًا على خُطُوط مُواصلات الصليبيين مع الشَّام، فتوحَّدت أهدافهم وأهداف بيزنطة في هذه القضيَّة. وصلت القُوَّات الصليبيَّة إلى العاصمة السَلْجُوقيَّة يوم 21 جُمادى الأولى 490هـ المُوافق فيه 6 أيَّار (مايو) 1097م وعسكرت حول أسوارها، وضربت الحصار عليها باستثناء منطقتها الغربيَّة حيثُ توجد بُحيرة، وساعدهم جيشٌ بيزنطيّ كما كان الإمبراطور يمُدُّهم تباعًا بِالإمدادات والمُؤن عن طريق البر والبحر. وحالت مناعة استحكامات المدينة بين المُحاصرين وبين مُهاجمتها فورًا، فطال أمد الحصار لِنحو خمسة أسابيع تعرَّض الصليبيُّون خلالها لِخسائر فادحة نتيجة المُناوشات اليوميَّة مع الحامية، وخِلال هذه الفترة عاد قلج أرسلان أدراجه تاركًا حصار ملطية لِيُحاول إنجاد عاصمته، فهاجم المُحاصرين من جهة الجنوب، ودارت بين الطرفين بعض المُناوشات استمرَّت يومًا واحدًا دون أن يتمكَّن قلج أرسلان من شقِّ طريقٍ له إلى داخل المدينة، فرأى أن يتركها تواجه مصيرها، ثُمَّ انسحب إلى الجبال المُجاورة تاركًا لِلحامية حُريَّة التصرُّف. وحاول الصليبيُّون اقتحام المدينة عدَّة مرَّات ففشلوا، كما حاولوا إرهاب الحامية والسُكَّان لِإضعاف معنويَّاتهم، فقطعوا رُؤوس عدد كبير من الأسرى المُسلمين وقذفوها بالمنجنيق إلى داخل المدينة،  لكنْ حتَّى هذه الطريقة لم تُجدِ نفعًا، فاضطرَّ الصليبيُّون إلى طلب مُساعدة الإمبراطور البيزنطي الذي أمدَّهم بِأُسطُولٍ صغيرٍ نُقلت سُفُنه سحلًا حتَّى أُنزلت في البُحيرة المُجاورة لِلمدينة لِإتمام الحصار عليها. ولمَّا شاهد أفراد الحامية نُزُول السُفُن أدركوا أنَّ المدينة انقطعت عنها المؤن، وأنَّ السُكَّان سيتعرَّضون لِمجاعةٍ إن لم يستسلموا، لِذلك قرَّروا بدايةً تسليم البلد لِلصليبيين، لكنَّ الأهالي خشوا عُنف هؤلاء إذا دخلوا إليها، وفضَّلوا تسليمها لِلإمبراطور البيزنطي، فجرت مُفاوضات بين أفراد الحامية ومُمثلين عن الإمبراطور خَلَصت إلى تسليم نيقية مُقابل تأمين حياة أهلها، فخرج المُسلمون منها مع عائلاتهم وأمتعتهم، ودخلها الروم وذلك يوم 16 رجب 490هـ المُوافق فيه 19 حُزيران (يونيو) 1097م. وهكذا عادت نيقية تحت جناح البيزنطيين بعد ستَّة عشر سنةً من فتح المُسلمين لها، وأضحى بِوسع الإمبراطوريَّة التنفُّس بِحُريَّة بعد إجلاء السلاجقة عن هذا المعقل الأمامي الحصين.
توجَّه قلج أرسلان بعد سُقُوط عاصمته نحو قونية، واتخذها عاصمةً جديدةً لِسلطنته، وقاعدةً عسكريَّةً لِلانطلاق منها والدفاع عن بلاده. ثُمَّ أجرى مُفاوضاتٍ مع الأمير الدانشمندي كمشتكين أحمد بن غازي من أجل تجميد خلافاتهما والتعاون لِمواجهة الغزو الصليبي الذي يُهدِّدهما سويًّا، فكانت خسارة نيقية إنذارًا له، كما كانت خسارته لأمواله وكُنُوزه فادحة. وأسفرت المُفاوضات بين السلاجقة والدانشمنديين عن عقد هدنةٍ بينهما، فاتحدا لِلتصدِّي لِلزحف الصليبي الذي وصل إلى قبادوقية، وتناسيا مُؤقتًا تنافُسهما بِشأن ملطية. وهكذا اجتمعت قوى المُسلمين في آسيا الصُغرى لِمُهاجمة الصليبيين في سُهُول ضورليم التي كانوا يتقدُّمون إليها.
استأنف الصليبيُّون زحفهم في أواخر شهر حُزيران (يونيو) 1097م عبر فريجيا مُتخذين الطريق الروماني العتيق الذي يمُرُّ في ضورليم وفيلوميليوم وقونية وُصُولًا إلى طرسوس، وصحبتهم سريَّة من الجُنُود البيزنطيين بِقيادة تاتيكيوس المشهور بِخبرته وتجرِبته، وأقدم قادة الزحف على تقسيم جيشهم إلى قسمين لِتسهيل تموينه أثناء السير والقضاء على المُقاومة الإسلاميَّة في أكبر مساحةٍ مُمكنة، فتكوَّن القسم الأوَّل من النورمان والآخر من الفرنجة،  وتقرَّر أن يلتقيا في ضورليم بعد أن يسيرا بِشكلٍ مُتوازٍ على بُعد سبعة أميال، وأن يفصل بينهما مسيرة يومٍ واحد. وصل القسم الأوَّل من الجيش المذكور قُرب خرائب مدينة ضورليم يوم 27 رجب المُوافق فيه 30 حُزيران (يونيو)، وضربوا مُعسكرهم في تلك الناحية،  ففاجأهم المُسلمون بِقيادة قلج أرسلان وطوَّقوهم وباشروا الضغط عليهم. وجرى اشتباكٌ بين الطرفين أسفر عن انتصار الصليبيين رُغم أنَّ كفَّة المُسلمين رجحت في بداية المعركة التي استمرَّت عدَّة ساعات وقُتل فيها خلقٌ كثير من الصليبيين، لكن سُرعان ما وصل القسم الآخر من الجيش الصليبي واشترك في القتال، فانسحب قلج أرسلان إلى داخل الأناضول بعد أن حوصر الجناح الأيسر لِجيشه، فاستولى الصليبيُّون على المدينة. كان لِواقعة ضورليم تأثيرٌ بالغ السوء على أوضاع سلاجقة الروم إذ بهزيمتهم خسروا بعض ما كسبوه خلال أكثر من عشرين سنة مُنذُ معركة ملاذكرد،  وأدرك قلج أرسلان أنْ لا جدوى من المُحاولة لِوقف الزحف الصليبي، فلجأ مع أتباعه إلى التلال بعد أن خرَّبوا القُرى لِحرمان الصليبيين من الاستفادة من خيراتها. كما شكَّلت هذه الهزيمة طعنةً قاتلةً لِهيبة السلاجقة ومكانتهم في الأناضول، وأعادت رسم خريطة المنطقة إذ -بينما كانت الحُدُود السَلْجُوقيَّة - البيزنطيَّة تمُرُّ في سنة 478هـ المُوافقة لِسنة 1085م في مدينتَيْ نيقية ونيقوميدية على مسافةٍ قصيرةٍ من بحر مرمرة ومضيق البوسفور- عادت جميع بلاد بيثينيا وليديا وفريجيا وإيونية تحت جناح الإمبراطوريَّة البيزنطيَّة، واستمرَّت تحيا في ظلِّها من جديد نحو ثلاثة قُرُونٍ ونصف.

### حملة عام 1101

حملة عام 1101.

بعد انتصارهم تابع الصليبيُّون تقدُّمهم عبر قيليقية واحتلُّوا المدينة تلو الأُخرى، ثُمَّ دخلوا الشَّام، فتساقطت المُدن والبلدات والقُرى أمامهم، وأسَّسوا كيانًا صليبيًّا غربيًّا في عقر بلاد المُسلمين، وتقاسموه فيما بينهم، فكان أن قامت في المشرق العربي ثلاث دُويلاتٍ لاتينيَّة، هي: كونتيَّة الرُّها وإمارة أنطاكية (كلتاهما سنة 491هـ \ 1098م) ومملكة بيت المقدس (493هـ \ 1100م). ولم يكد الغرب الأوروپي يعلم بِنبأ النجاح الذي حقَّقته الجُمُوع الصليبيَّة في الشَّام وفلسطين حتَّى تحمَّس الكثير من الأُمراء الذين لم يُشاركوا من قبل في الذهاب إلى الشرق تدفعهم مطامع دينيَّة ودُنيويَّة. والواقع إنَّ الصليبيين في الشرق كانوا أيضًا بِحاجةٍ ماسَّةٍ إلى مُحاربين ومُستوطنين جُدد بِهدف مُواصلة الحرب ضدَّ المُسلمين، واستئناف عمليَّة التوسُّع، والحفاظ على مُكتسباتهم من الضياع بأن تعود تحت جناح الإسلام. فاستجاب لهم المُجتمع الغربي، وانبعثت فيه الحماسة العسكريَّة والدينيَّة، مما أسفر عن تدفُّق جُمُوعٍ صليبيَّةٍ أُخرى إلى الشرق. وشكَّل اللومبارديُّون أولى تلك الجُمُوع، فغادروا بلادهم بدايةً من خريف سنة 1100م، ووصلوا القُسطنطينيَّة في شهر جُمادى الأولى 494هـ المُوافق فيه شهر آذار (مارس) 1101م. ولمَّا كانت الغالبيَّة العُظمى من أعضاء هذه الحملة من العوام الذين لا يُحسنون القتال ويفتقرون إلى النظام، فقد كرَّروا أعمال السلب والنهب التي ارتكبها أفراد حملة الفُقراء ممَّا حمل الإمبراطور البيزنطي على الإسراع بِنقلهم إلى آسيا الصُغرى حيثُ استقرُّوا حول نيقوميدية بِانتظار وُصُول جُمُوعٍ صليبيَّةٍ أُخرى. ولمَّا وصلت تلك الجُمُوع -وجُلُّها من الفرنجة- تحرَّك الجيش الصليبي الضخم إلى ضورليم وبِنيَّة قادته التوجُّه إلى الديار المُقدَّسة غير أنَّ اللومبارديين رفضوا ذلك إلَّا بعد تحرير بوهيموند أمير أنطاكية الذي كان قد وقع في أسر المُسلمين بِقيادة الأمير كمشتكين أحمد بن غازي الدانشمندي،  والذي كان الصليبيُّون يتخذونه مثلًا يُحتذى به وبطلًا لهم، والمُحارب الوحيد الذي يثقون به لِيقودهم إلى النصر، وأصرُّوا بأن تتوجَّه الحملة إلى قبادوقية بِهدف تخليص بوهيموند من الأسر. وهكذا توجَّه أفراد الحملة إلى الأراضي الدانشمنديَّة عبر أنقرة التابعة لِلسلاجقة، فاستولوا عليها وتابعوا طريقهم إلى چانقري كي يسلكوا الطريق الرئيسي المؤدي إلى أماسية ونيكسار. وحتَّى يُعرقل التقدُّم الصليبي عمد قلج أرسلان إلى الانسحاب التدريجي من أمام الغُزاة مُخرِّبًا البلاد أثناء انسحابه لِيحرمهم من المُؤن. ووحَّد جُهُوده وقُوَّاته مع الأمير الدانشمندي، وأرسلا إلى أمير حلب رضوان بن تُتُش يحُثَّانه على التحالف معهما ضدَّ العدوِّ المُشترك.

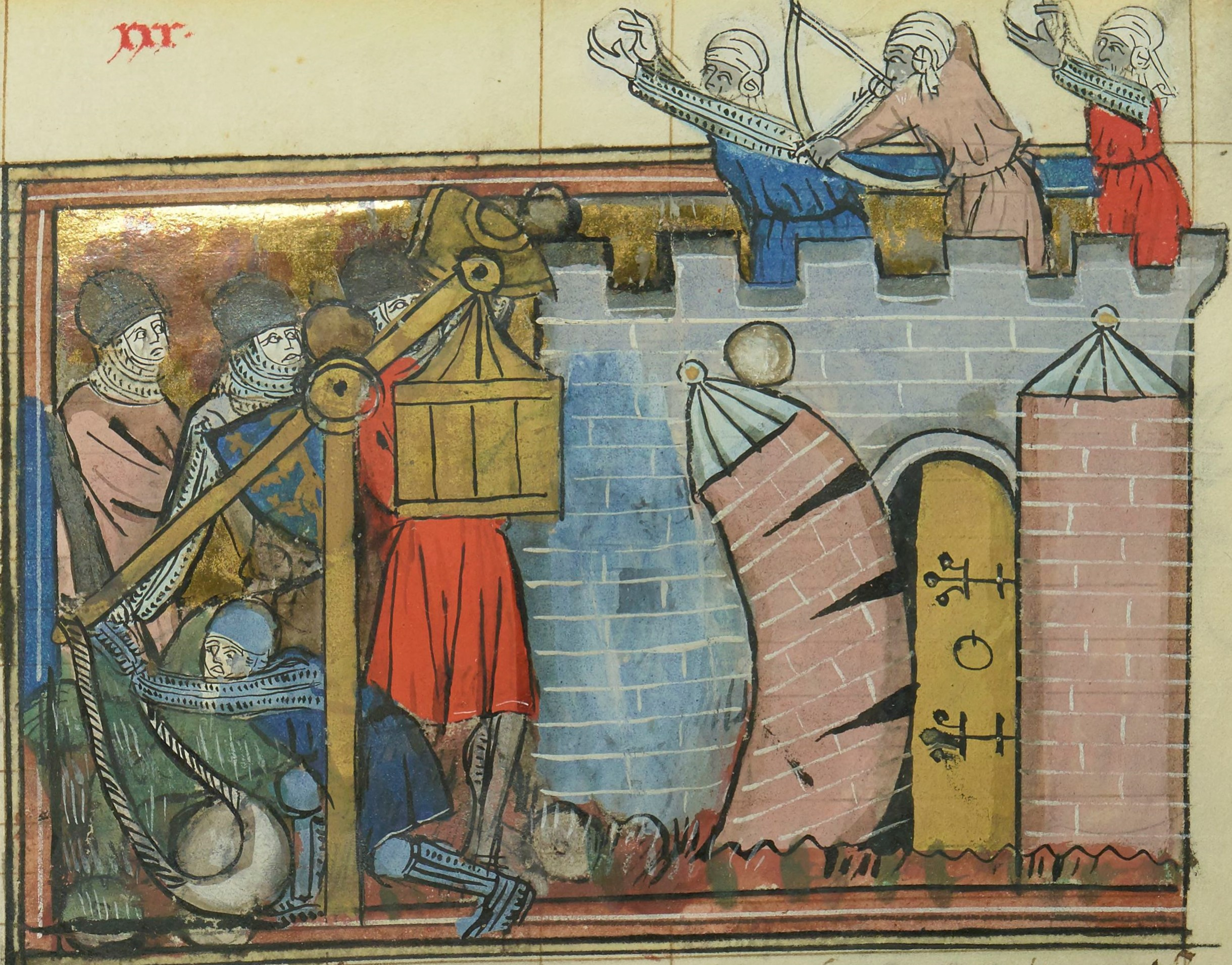
المُسلمون والصليبيُّون يتقاذفون الحجارة والنبال عند أسوار نيقية.

ولمَّا وصل الصليبيُّون إلى چانقري ألفوا المُسلمين فيها بِكامل قُوَّتهم، واستعصت عليهم المدينة لِمناعتها، فاضطرُّوا إلى مُتابعة سيرهم بعد أن نهبوا القُرى المُجاورة، لكنَّ التعب أخذ يظهر عليهم بِسبب النقص في المؤن وشدَّة الحرارة ومُناوشات المُسلمين. واقترح أحد قادة الجيش -وهو ريموند الرابع قُمَّس طولوشة وصنجيل (بالفرنسية: Raymond IV de Toulouse et Saint-Gilles)‏- أن يتوجَّه صوب الشمال الشرقي إلى قسطموني، ومنها إلى إحدى المُدُن البيزنطيَّة على ساحل بحر البنطس (الأسود)، وذلك حتَّى يُجنِّب جيشه الهلاك المُحقَّق. على أنَّ الرحلة إلى قسطموني كانت بطيئةً وشاقَّة بِسبب نفاذ المُؤن وإحراق السلاجقة لِلمحاصيل الزراعيَّة وردمهم لِلآبار، بِالإضافة لِهُجُومٍ مُباغتٍ من المُسلمين كاد أن يقضي عليهم. ولمَّا وصلوا إلى أطراف قسطموني أصرَّ اللومبارديُّون مُجدَّدًا على التوجُّه شرقًا لإنقاذ بوهيموند، فنزل باقي الجيش على رأيهم مُرغمين، واجتاز الجيش الصليبي نهر هاليس إلى بلاد الدانشمنديين، ووصل أفراده إلى مدينة مرزيفون الواقعة في مُنتصف الطريق بين النهر وأماسية، وهُناك تلقَّفهم المُسلمون وأنزلوا بهم هزيمةً كُبرى بحيثُ فقدوا أربعة أخماس الجيش بين قتيلِ وأسير، وفرَّ الباقون ناجين بحياتهم عائدين إلى القُسطنطينيَّة. محت هذه الكارثة التي حلَّت بِالصليبيين الشُهرة التي اكتسبها هؤلاء نتيجة انتصارهم في ضورليم، وزاد من أثرها أنَّها لم تكن الكارثة الأخيرة إذ في الوقت الذي غادر فيه اللومبارديُّون مدينة نيقوميدية وصل إلى القُسطنطينيَّة جيشٌ إفرنجيّ بِقيادة وليم قُمَّس نِيفَارِش (بالفرنسية: Guillaume comte de Nevers)‏ على رأس آلاف الفُرسان والمُشاة.
وحرص وليم على اللحاق بِاللومبارديين على وجه السُرعة، فغادر القُسطنطينيَّة إلى نيقوميدية، وعلم فيها أنَّ الجُمُوع الصليبيَّة مضت في طريقها إلى أنقرة، فسار في أثرها دون أن يتمكَّن من الاجتماع معها، فحوَّل طريقه وتوجَّه نحو قونية وضرب الحصار عليها دون أن يتمكن من اقتحامها، فتركها. وفي غُضُون ذلك كان المُسلمون قد فرغوا من القضاء على الجُمُوع اللومبارديَّة، وعلم قلج أرسلان وكمشتكين أحمد بِقُدُوم هذا العدُوِّ الجديد، فسارا على الفور وسبقا الصليبيين إلى مدينة هرقلة، وماإن وصل الصليبيُّون المُنهكون حتَّى انقضَّ عليهم المُسلمون وأبادوهم عن بُكرة أبيهم، ولم ينجُ منهم أحد باسثناء القُمَّس نفسه وستَّة من أتباعه. وخلال هذه الأحداث وصلت الدفعة الأخيرة من تلك الجُمُوع الصليبيَّة إلى القُسطنطينيَّة، وتألَّفت من فرنجة وألمان بِقيادة وليم التاسع دوق أقطانية، وڤولف الأوَّل دوق باڤاريا، وبلغ عدد أفرادها نحو ستين ألف مُقاتل. وسلكت هذه الجماعة الطريق نفسه الذي سلكته سابقتها، وانتهج المُسلمون تجاهها الخطط نفسها التي طبَّقوها من قبل، بِإحراق الغلال وإتلاف المؤن وطمر الآبار. ولمَّا وصلت هذه الجماعة إلى قونية وجدوا المدينة خاوية إذ كانت الحامية السَلْجُوقيَّة قد أخلتها وحملت كُل ما كان فيها من مؤن، وجرَّدت البساتين والحدائق من كُل ما يُمكن أن يُفيد الغُزاة. بناءً على هذا لم يطل مكوث الصليبيين في قونية، وغادروها إلى هرقلة، وماإن وصلوها حتَّى انقضَّ عليهم المُسلمون من الغابات المُحيطة بِالمدينة، فأبادوهم عن آخرهم باستثناء فئة قليلة استطاعت النجاة بِصُعُوبة من بينهم وليم التاسع وڤولف الأوَّل.

## الاستقلال والتمدُّد باتجاه الجزيرة الفُراتيَّة
كان من نتيجة النهاية المُخزية لِلجماعات الصليبيَّة الثلاث أن ارتفعت الروح المعنويَّة لِلمُسلمين عامَّةً والسلاجقة خاصَّةً إذ ثأر هؤلاء لما حلَّ بهم في ضورليم وأثبتوا أنَّهم باقون في الأناضول، وظهر السُلطان قلج أرسلان بِمظهر بطل الإسلام، وبلغت شُهرته كافَّة أرجاء ديار المُسلمين، وتطلَّع إليه المُسلمون آملين أن يقود حركة الجهاد ضدَّ الصليبيين، الأمر الذي زاده افتخارًا. على أنَّ اندحار الصليبيين كان لهُ نتيجةً سلبيَّةً على صعيد الجبهة الإسلاميَّة، إذ ما إن غادر الصليبيُّون نحو الشَّام حتَّى عادت الخُصُومة والتنافس بين السلاجقة والدانشمنديين، وتنازعت الدولتان الإسلاميَّتان حول امتلاك ملطية، وعادتا لِتتحاربا إلى أن مات الأمير كمشتكين أحمد الدانشمندي في سنة 499هـ المُوافقة لِسنة 1105م.
```
وبِوفاته انقسمت الإمارة الدانشمنديَّة بين ولديه، فحكم ابنه الأكبر غازي مدينة سيواس وأملاك والده في الأناضول بينما كانت ملطية وأملاك الدانشمنديين في الشَّام من نصيب ابنه الأصغر ياغي سيان.
[
la 11
]
 استغلَّ قلج أرسلان صغر سن ياغي سيان وافتقاره إلى الخبرة والتجربة، ورأى أنَّ الفُرصة قد حانت له لِتحقيق طُمُوحه بِإزاحة الدانشمنديين عن حُكم قيصريَّة وسيواس والسيطرة على مُمتلكاتهم، فسارع إلى التوجُّه شرقًا وحاصر ملطية حصارًا مُركَّزًا ثُمَّ استولى عليها بعد أن ضربها بِالمجانيق.
[
la 11
]
 اتَّخذ قلج أرسلان لِنفسه بعد ذلك لقب «سُلطان»، وحاول انتزاع اعتراف التُرك في آسيا الصُغرى وخارجها به، فكان أوَّل من لُقِّب بِهذا اللقب من حُكَّام سلاجقة الروم، وأشار إلى ذلك بضعة مُؤرخين كمتَّى الرُهَاوي 
وميخائيل السُرياني
 
وابن العبري
، غير أنَّ المُؤرخين المُسلمين حرصوا على مُناداته بِـ«الملك».
[
25
]
[
26
]
 ويُلاحظ أنَّ اتخاذ قلج أرسلان لقب سُلطان لم يُفضِ إلى أيَّة ردَّة فعلٍ من جانب السلاجقة العظام -الذين كانوا يعدُّون الحاكم الأعلى لِلدولة في بغداد وجميع السُلالات السَلْجُوقيَّة هو وحده السُلطان- وكُل الحُكَّام دونه يحملون لقب الملك أو الشاه؛ ذلك أنَّ الدولة السَلْجُوقيَّة كانت في تلك الفترة تعصف بها رياح الفوضى والاضطراب ممَّا جعلها لا تتصرَّف ضدَّ الصليبيين ولا تنظر إلى ما قد يُثيره حُكَّام السُلالات الفرعيَّة من مُحاولات انفصال، فقد انقسم الصف السَلْجُوقي وانحلَّت السُلطة المركزيَّة وتكاثرت النزاعات الداخليَّة، فتنازع السُلطان بركياروق وأخيه 
مُحمَّد
 على المُلك، ونشبت بينهما عدَّة وقعات أُهرقت فيها الدماء،
[
27
]
 فتأثَّرت جميع البلاد والأقاليم التابعة لِلدولة السَلْجُوقيَّة بِهذه الأحداث، فعمَّ الفساد، وانتُهبت الأموال، وأُحرقت القُرى، وتداعت الحُكُومة المركزيَّة، في حين علا شأن أُمراء الإقطاع، فانقسمت الدولة السَلْجُوقيَّة إلى سلطناتٍ وإماراتٍ وأتابكيَّاتٍ عديدة، توزَّعت في الشَّام والأناضول وأذربيجان والعراق وإيران.
[
28
]
 وبِهذا الشكل أضحت دولة سلاجقة الروم سلطنةً قائمةً بِحد ذاتها.
```

أثارت شعبيَّة قلج أرسلان وانتصاراته على الصليبيين، ثُمَّ سيطرته على ملطية وإعلان نفسه سُلطانًا، أثارت أهالي ميافارقين الذين رغبوا بِالدُخُول تحت جناح سلاجقة الروم، فقرَّروا تسليم مدينتهم لِلسُلطان الجديد، فكتب إليه وزيرها ضياء الدين مُحمَّد واستدعاه، فأتى على وجه السُرعة ودخل المدينة، وحضر إليه جميع أُمراء ديار بكر وبايعوه مُعترفين بِسُلطته، ثُمَّ عيَّن مملوك أبيه «خمرتاش السُليماني» -وهو أتابكه- واليًا على ميافارقين، وأقطع الوزير ضياء الدين مُحمَّد مدينة البستان، وعاد إلى ملطية حيثُ أقام فيها. تطلَّع قلج أرسلان بعد ذلك إلى تحرير الرُّها من الصليبيين واستردادها لِلمُسلمين، فسار إليها سنة 499هـ المُوافقة لِسنة 1105م في عسكرٍ كثيف، وضرب الحصار عليها إلَّا أنَّهُ فشل في اقتحامها نظرًا لِمناعة أسوارها، فغادر إلى حرَّان بناءً لِدعوة أتباع أميرها المدعو «جكرمش»، فدخلها وتسلَّمها منهم.

## وفاته

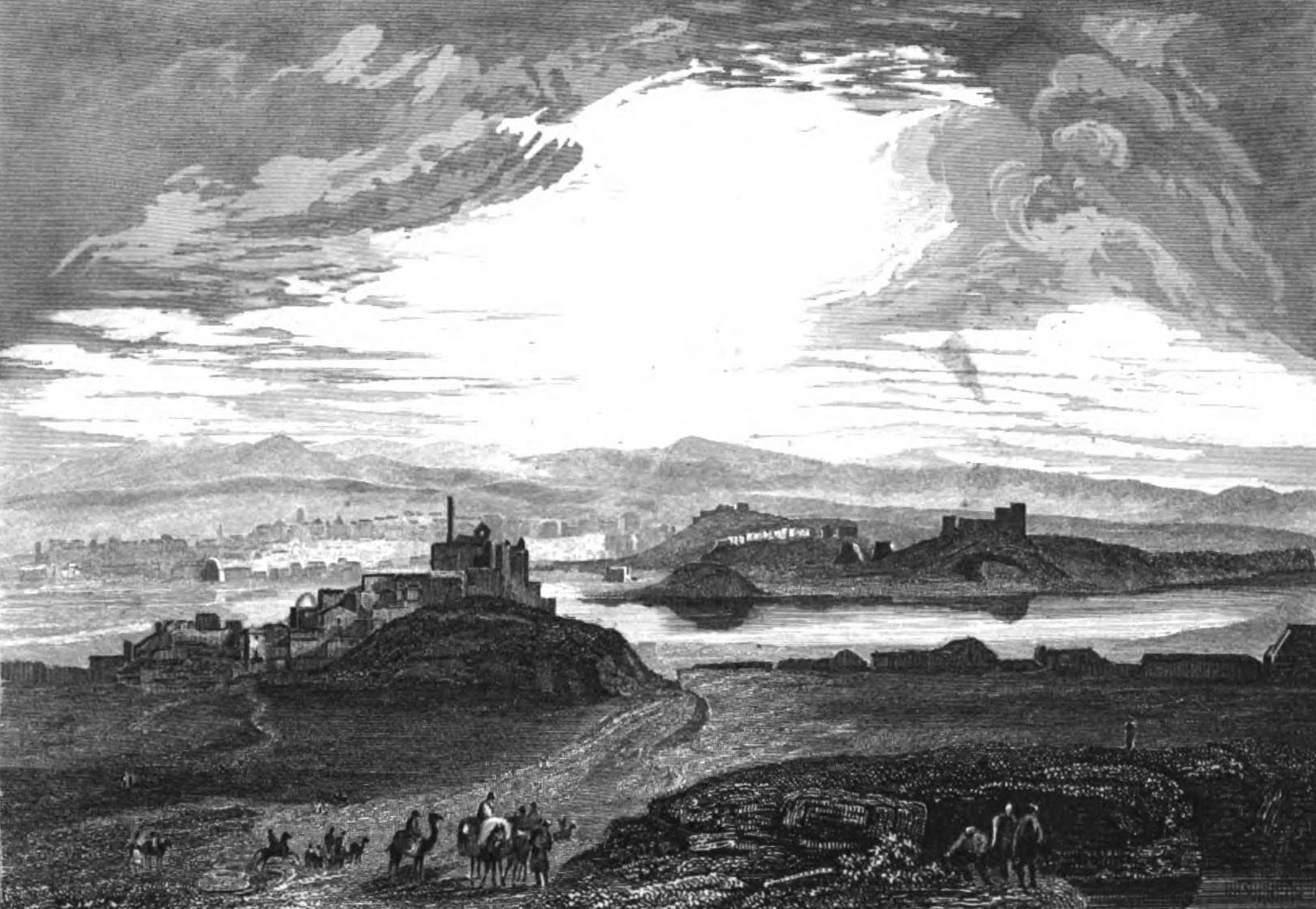
رسمٌ قديمٌ لِلمُوصل: قصبة الجزيرة الفُراتيَّة وأهم مُدُنها، التي شهدت آخر توسُّعات السُلطان قلج أرسلان.

لم يلبث قلج أرسلان أن قرَّر ضم الموصل قصبة الجزيرة الفُراتيَّة وذلك بعد أن استدعاه أميرها زنكي بن جكرمش ذو الحادية عشر ربيعًا، وطلب منهُ المُساعدة ضدَّ الأمير جاولي سقاوه -الذي كان قد ولَّاه السُلطان مُحمَّد بن ملكشاه على الموصل وأعمالها- فأتى واشتبك مع جكرمش الذي رفض تسليم ما تحت يديه من بلاد، فهُزم ووقع في أسر السلاجقة، وأُجلس ابنه زنكي على تخت الإمارة، لكنَّهُ لمَّا كان عديم الخبرة وقليل الحيلة، راسل السُلطان قلج أرسلان ووعده بِتسليمه الموصل وأعمالها إن أنجده. ولمَّا علم جاولي بِمسير قلج أرسلان، وأدرك أنَّ لهُ من القُوَّة ما لا يستطيع مُجابهته في معركةٍ سافرة، عزم على تكوين حلفٍ مُناهضٍ له لِيُقوِّي موقفه، فتفاوض مع أمير حلب رضوان بن تُتُش واتفقا على طرد قلج أرسلان من الموصل ثُمَّ التعاون ضدَّ الصليبيين وطردهم من البلاد التابعة لِإمارة حلب. وفي غُضُون ذلك كان قلج أرسلان قد وصل الموصل ودخلها، فاستقبله سُكَّانُها استقبالًا حافلًا، وعاملهم هو بِكُلِّ تقديرٍ واحترام، وأجرى بعض التغييرات الإداريَّة، منها أنَّهُ أسقط اسم السُلطان مُحمَّد بن ملكشاه من الخطبة، وخطب لِنفسه بعد الخليفة العبَّاسي، وأحسن إلى الجُنُود، ورفع الرُسُوم المُحدثة عن الناس، وعدل فيهم. وماإن فرغ من ترتيب أوضاع المدينة حتَّى قرَّر مُحاربة جاولي، فغادر الموصل على رأس جيشه وسار حتَّى لقي عدُوَّه قريبًا من نهر الخابور، فاشتبك الجيشان في معركةٍ طاحنة أسفرت عن انتصارٍ واضحٍ لِجاولي، وحاول قلج أرسلان الفرار، فألقى بِنفسه في النهر، لكنَّهُ قضى نحبه غرقًا. ثُمَّ عاد جاولي بعد انتصاره إلى الموصل واستولى عليها، وقبض على ملكشاه بن قلج أرسلان وأرسله أسيرًا إلى السُلطان مُحمَّد، وأعاد الخطبة له.

## انقسام السلطنة
جعلت وفاة قلج أرسلان الموقف في آسيا الصُغرى مائعًا، إذ إنَّ أكبر أولاده الأربعة وهو ملكشاه أضحى أسيرًا في يد السُلطان مُحمَّد بعد معركة الخابور، بينما استولت أرملته على ملطية والأقاليم الشرقيَّة بِمُساعدة الأمير «أيدبر» الذي اعترف بِسيادة طُغرُل أرسلان أصغر أولاد قلج أرسلان على بلاد الروم. أمَّا الأخوان الآخران وهُما مسعود وعرب، فقد عاش الأوَّل في بلاد الدانشمنديين في حين استقرَّ الآخر في قونية. عاد ملكشاه بن قلج أرسلان إلى وطنه خلال أوائل سنة 503هـ المُوافقة لِمُنتصف سنة 1109م، فدخل قونية وحاول إعادة الأُمُور إلى نصابها ولم شتات سلاجقة الروم، فقتل ابن عمٍّ لهُ كان قد نازعه على السُلطة، واستقام لهُ أمر الدولة،  ثُمَّ حاول العمل على استعادة مُمتلكات والده، غير أنَّ أخاه مسعوداً ثار عليه وتعاون مع الأمير الدانشمندي غازي بن كمشتكين أحمد -الذي هو حموه- ضدَّ أخيه ملكشاه، فهزما الأخير ثُمَّ قبض عليه مسعودٌ وقتله. استقرَّ مسعود في قونية بعد أن قتل أخاه، وحكم منها الشطر الجنوبي من آسيا الصُغرى المُمتد من نهر صقارية حتَّى جبال طوروس تحت وصاية حميه الأمير غازي الدانشمندي. وحكم الأخ الثالث لِمسعود -وهو عرب- أنقرة وقسطموني، في حين استقرَّ الأخ الرابع -وهو طُغرُل أرسلان- في ملطية تحت وصاية والدته وزوجها «بُلُك الأرتقي». وهكذا تقلَّصت دولة سلاجقة الروم وانقسمت إلى ثلاث إمارات صغيرة حول قونية تحت حماية الدانشمنديين الذين كانت لهم الكلمة العُليا والهيمنة السياسيَّة على كافَّة التُرك في بلاد الأناضول. ركَّز مسعود اهتمامه -بعد جُلُوسه على عرش سلاجقة الروم في قونية- في تثبيت أقدامه في إمارته الصغيرة. وبعد أن فرغ من ذلك قرَّر التوسُّع على حساب البيزنطيين لِإيواء رعاياه وإيجاد المراعي الغنيَّة لِماشيتهم، وضم الإمارات التُركيَّة الصغيرة المُنتشرة في قلب الأناضول تمهيدًا لإعادة الوحدة السياسيَّة لِدولته ولِلمُسلمين في تلك البلاد، وهو الهدف المُستقبلي الذي وضعه نصب عينيه. فراح يُهدَّد وادي مندريس، وقطع الطريق المُؤدي إلى أنطالية على البيزنطيين، واستعاد مُقاطعة فريجيا، ومدينة لاذيق، ولم يعد لِلروم طريقٌ إلى الشرق سوى طريق البحر، ثُمَّ راح يبتلع الإمارات التُركيَّة الصغيرة المُنتشرة حول إمارته، فسيطر على عددٍ منها ووسَّع من حُدُود دولته.